# Dusun Curup (Curup Utara)
Dusun Curup is een bestuurslaag in het regentschap Rejang Lebong van de provincie Bengkulu, Indonesië. Dusun Curup telt 1702 inwoners (volkstelling 2010).